# Фучча, Луиджи
Луи́джи Фучча́ (итал. Luigi Fuccia; 1914 — 11 марта 1937) — итальянский офицер, танкист, участник Гражданской войны в Испании. Кавалер высшей награды Италии за подвиг на поле боя — золотой медали «За воинскую доблесть» (1937, посмертно).

## Биография
Родился в городе Марчанизе провинции Казерта региона Кампания, Королевство Италия.
Командир танкетки L3/35 3-го танкового взвода штурмовой танковой группы «Firenze» итальянского добровольческого корпуса младший лейтенант Луиджи Фучча отличился в гражданской войне в Испании. Во время гвадалахарской операции к утру 11 марта итальянские части возобновили наступление вдоль сарагосского шоссе на Трихуэке и от Бриуэги на Сифуэнтес. Они добились некоторого успеха в наступлении на позиции 11-й и 12-й интербригад, вынудив их к отступлению в южном направлении по главной дороге. Итальянский авангард был остановлен всего около 3 км до города Ториха. Младший лейтенант Луиджи Фуччия погиб в бою 11 марта 1937 года.
Из представления к награде:

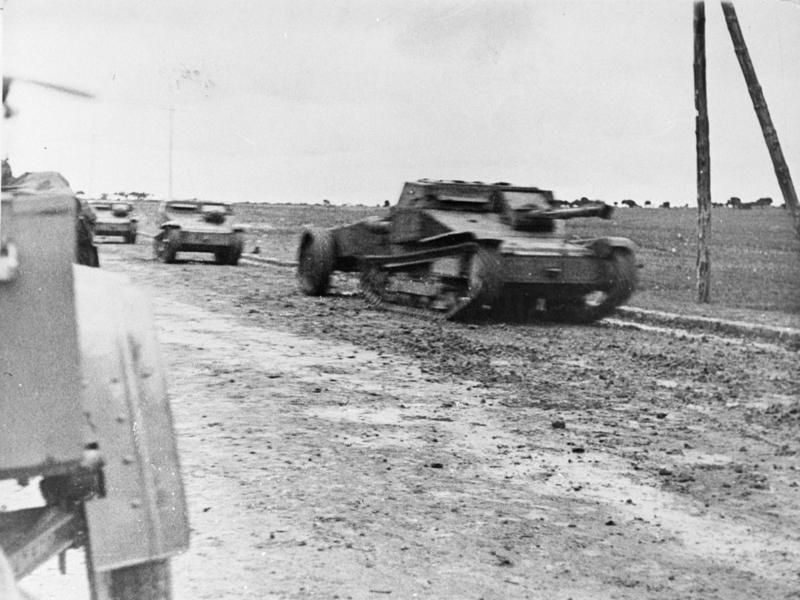
Итальянские танкетки следуют за огнемётным танком (на переднем плане) по дороге на Гвадалахару

Офицер с высокой военной доблестью, принял вызов чести первым ворваться со своим танковым взводом в траншеи противника. В пылу сражения, потеряв своего капитана, взвод прибыл в точку сбора, показав пример героического духа. Проникнув в тыл врага, сея смерть и разрушения, поражённый пушечным выстрелом, который оторвал ему руку, продолжал управлять своей машиной, оставаясь в строю, пока через мгновение не был взорван снарядом, с застывшим на устах именем своей страны, подтверждая своим последним вздохом непоколебимую веру в фашизм.
Шоссе к Франции, 11 марта 1937.
Оригинальный текст (итал.)Ufficiale di alte virtù militari, chiedeva l’onore d’irrompere per primo con il suo plotone carri d’assalto nelle trincee nemiche. Nel fervore della lotta dispersosi il suo capitano, riuniva in zona di raccolta la compagnia duramente provata e, fulgido esempio di eroici spiriti, ripartiva solo col suo carro alla ricerca del superiore. Penetrava nelle linee avversarie, disseminandovi il terrore; colpito da proiettile di cannone, che gli stroncò il braccio, seguitava a guidare il suo carro, riportandolo nelle linee; spirava pochi istanti dopo col nome della Patria sulle labbra, riaffermando con l’ultimo anelito, la sua incrollabile fede di fascista.

Strada di Francia, 11 marzo 1937.

Вместе с ним за этот бой был награждён младший лейтенант Эдоардо Пеццали. С 8 по 23 марта 1937 года в боях за Гвадалахару республиканские войска нанесли поражение националистам и итальянским силам.

## Награды
- Золотая медаль «За воинскую доблесть» (1937, посмертно)

## Память
В его честь названа одна из улиц Марчанизе. Танкетка L3/35 и личные вещи Луиджи Фучча экспонируются в музее истории кавалерии в Пинероло.